# Judd Marmor
Judd Marmor (London, 2. svibnja 1910. – Los Angeles, 16. prosinca 2003.) bio je američki psihoanalitičar i psihijatar poznat po svojoj ulozi u uklanjanju homoseksualnosti iz Dijagnostičkog i statističkog priručnika za mentalne poremećaje Američkog psihijatrijskog udruženja.

## Život i karijera
Marmor je rođen u Londonu 2. svibnja 1910. godine. Godine 1912. emigrirao je s obitelji u Chicago, Illinois. Pohađao je sveučilište Columbia, gdje je završio preddiplomske i diplomske studije, diplomiravši 1930. godine. Doktorat je dobio 1933. godine, čime postaje liječnik. Također je studirao na njujorškom Psihoanalitičkom institutu. Nakon što je služio u mornarici tijekom Drugog svjetskog rata, 1946. se preselio u Los Angeles.
Početkom šezdesetih Marmor je podržavao tada kontroverzno mišljenje da je homoseksualnost vrsta seksualnog ponašanja, a ne devijantno ponašanje ili poremećaj. Također se usprotivio prevladavajućem mišljenju da je homoseksualnost uzrokovana disfunkcionalnim odgojem. Marmorov stav o homoseksualnosti bio je posebno utjecajan jer je Marmor bio široko cijenjeni i uvriježeni psihoanalitičar; a ne periferna figura poput većine drugih koji su se bavili tom temom. Sredinom šezdesetih Marmor i Evelyn Hooker započeli su suradnju na depatologiziranju homoseksualnosti. Hooker je pridonio poglavlju Marmorove knjige Seksualna inverzija iz 1965. godine: Višestruki korijeni homoseksualnosti i angažirao ga za radnu skupinu za homoseksualnost koju sponzorira Nacionalni institut za mentalno zdravlje. Marmor je nastavio podržavati stav da homoseksualnost ne pripada mentalnim bolestima dok je bio zamjenik predsjednika Američkog udruženja psihijatara. 1974. godine članovi Američkog psihijatrijskog udruženja izglasali su uklanjanje homoseksualnosti iz Dijagnostičkog i statističkog priručnika za mentalne poremećaje, što je bio presudan potez u borbi za prava homoseksualnih osoba. Kasnije te godine, Marmor je izabran za predsjednika Američkog psihijatrijskog udruženja.
Marmor je također utjecao na odmak psihijatrije od čiste psihoanalize prema kratkotrajnoj psihoterapiji.
Marmor je imao privatnu psihijatrijsku ordinaciju u Los Angelesu, gdje je bio popularan među holivudskom elitom. Radio je sve do svoje smrti 2003. godine.
Marmor je bio direktor psihijatrije u Medicinskom centru Cedars-Sinai od 1965. do 1972. godine. Bio je profesor psihijatrije Franz Alexander na Sveučilištu Južne Kalifornije od 1972. do 1980. godine, a dodatni profesor psihijatrije na Kalifornijskom sveučilištu u Los Angelesu od 1980. do 1985. Osim što je bio predsjednik Američkog psihijatrijskog udruženja, Marmor je povremeno bio i predsjednik Američke akademije za psihoanalizu, Grupe za napredak psihijatrije i Psihoanalitičkog društva i instituta Južne Kalifornije.
Marmor je bio plodan autor, napisao je preko 350 znanstvenih radova i napisao ili uredio osam knjiga. Također je bio esejist koji je pisao o temama poput građanskih prava i politike, objavljujući eseje koji se protive makartizmu, nuklearnom oružju i Vijetnamskom ratu.
Marmor je bio oženjen s Katherine Marmor do njene smrti 1999. godine. Imali su sina Michaela koji je preminuo 16. prosinca 2003.

## Vanjske poveznice
- Judd Marmor Papers putem ONE nacionalnog gej i lezbijskog arhiva